# Wehari
Wehari (urdu: وِہاڑی)– miasto w Pakistanie, w prowincji Pendżab. W 2017 roku liczyło 145 464 mieszkańców.